# Veleta, Hust
Veleta (în ucraineană Велятино, transliterat: Veleatîno, în maghiară Veléte) este o comună în raionul Hust, regiunea Transcarpatia, Ucraina, formată numai din satul de reședință.

## Demografie
Componența lingvistică a comunei Veleta
     Ucraineană (97,95%)
     Rusă (1,81%)
     Alte limbi (0,15%)
Conform recensământului din 2001, majoritatea populației comunei Veleta era vorbitoare de ucraineană (97,95%), existând în minoritate și vorbitori de rusă (1,81%).